# دنی بلنچ‌فلوور
 دنی بلنچ‌فلوور  (به انگلیسی: Danny Blanchflower) (زاده ۱۰ فوریه ۱۹۲۶ - درگذشته ۹ دسامبر ۱۹۹۳) بازیکن و مربی سابق فوتبال اهل ایرلند شمالی بود. وی سابقه عضویت در باشگاه‌های استون ویلا و تاتنهام و مربی‌گری در تیم چلسی را داشت.